# Zbigniew Herbert
Zbigniew Herbert (n. 29 octombrie 1924 în Lviv – d. 28 iulie 1998 în Varșovia) a fost un poet, dramaturg și eseist polonez.

## Biografie
Herbert a fost fiul unui bancher. În timpul celui de-al doilea război mondial, a început să studieze poloneza. După ce a absolvit Universitatea de Economie din Cracovia, a studiat dreptul la Thorn și filozofia la Varșovia. Într-o fază de liberalizare a culturii în Polonia, Herbert a debutat în 1956 cu o colecție de poezie Struna światła (Rază de lumină). În anul următor, apare a doua carte de poezie a lui Hermes, Hermes, pies i gwiazda (Hermes, câine și stea). În aceste și alte volume de poezie, Herbert a prelucrat experiențele războiului, pe baza valorilor etice, el a combinat limbajul lui ironic cu metafore inedite. Tot continutul si stilul reformelor, poeziile sale au fost orientate în formă și în melodică spre operele tradiționale ale poeziei poloneze și europene.
Cea mai importantă lucrare a lui Herberts, e considerată Pan Cogito (Domnul Cogito), publicată în 1974, Domnul Cogito "întruchipează conflictul dintre percepția realității și dorința de faima".

## Traduceri în limba română
- Barbarul în grădină, Editura Univers, 1980
- Pan Cogito, Editura Paideia, 2009